# Partia Sprawiedliwości i Integracji
Partia Sprawiedliwości i Integracji – (alb. Partia për Drejtësi dhe Integrim, PDI) – albańska centroprawicowa partia polityczna.
Partia powstała w 2005, skupiając w swoich szeregach środowisko Albańczyków, pochodzących z Czamerii, a także identyfikujących się z problemem albańskich Czamów. Jednym z ważnych celów politycznych partii jest podtrzymywanie roszczeń wobec państwa greckiego, od którego Czamowie domagają się odszkodowania za znacjonalizowany majątek. W realizacji tych planów partia współpracuje z najliczniejszą organizacją reprezentującą Czamów – Patriotycznym Stowarzyszeniem Czamerii (alb. Shoqata Patriotike Çamëria).
Zgodnie ze statutem, przyjętym 12 lutego 2005 centralne władze PDI tworzą: przewodniczący partii
(Kryetar i Partisë), sekretarz generalny (sekretar i Përgjithshëm), a także Komitetu Zarządzającego (Komiteti Drejtues). Władzą najwyższą w partii jest Kongres PDI. Aktualnie przewodniczącym partii jest Tahir Muhedini. Logo partii stanowi ośmiolistna gałązka oliwna na białym tle.
Pierwszym testem wyborczym PDI były wybory lokalne w 2007. Zdobyła ona większość mandatów w okręgach Saranda, Delvina, Konispol, Markat i Xarrë. Przedstawiciele tej partii stanowią także liczną grupę w radach miejskich Wlory i Fieru.
W wyborach parlamentarnych 2009 partia wystartowała w ramach koalicji Sojusz dla Zmian (Aleanca e Ndryshimit), skupionym wokół Demokratycznej Partii Albanii. Swoich kandydatów wystawiła w 11 okręgach wyborczych, zdobywając jeden mandat (Dashamir Tahiri). W 2011 partia weszła w skład większej formacji politycznej – Partii Sprawiedliwości, Integracji i Jedności. W wyborach 2017 partia uzyskała 76 064 głosów (4,81%) i zdobyła trzy mandaty w parlamencie.

## Poparcie dla PDI w wyborach 2009 (według okręgów)
|  | Okręg wyborczy | Liczba oddanych głosów | % oddanych głosów w okręgu |
|  | -------------- | ---------------------- | -------------------------- |
|  | Wlora          | 4 932                  | 4,65                       |
|  | Fier           | 4 687                  | 2,65                       |
|  | Durrës         | 1 965                  | 1,48                       |
|  | Tirana         | 1 671                  | 0,44                       |
|  | Elbasan        | 931                    | 0,61                       |
|  | Szkodra        | 53                     | 0,05                       |
|  | Korcza         | 47                     | 0,04                       |
|  | Gjirokastra    | 31                     | 0,06                       |
|  | Dibër          | 30                     | 0,04                       |
|  | Lezha          | 25                     | 0,03                       |
|  | Kukës          | 11                     | 0,03                       |
|  | Razem          | 14 477                 | 0,95                       |